# Ecetra
Ecerta – miasto w starożytnej Italii.
Stanowiło główny ośrodek plemienia Wolsków, zostało zniszczone przez Rzymian.